# Dingo
Dingo (Lat.: Canis lupus dingo) er en  ulv – en slags vild hund, der formentlig nedstammer fra indiske ulve (Canis lupus pallipes). Pelsfarven varierer mellem rødlig og sandfarvet. Sort, brun og sort med brune pletter forekommer også, men sjældent. Dingoen er især kendt som et australsk dyr, men findes ikke kun der og stammer ikke oprindeligt fra Australien. Nu om dage findes der dingoer mange steder i Sydøstasien, for det meste i små lommer af oprindelig natur, og i Australien særligt i den nordlige del. 
Dingoen betragtes i dag som et skadedyr, fordi den i tørkeperioder kan forgribe sig på får og kvæg.
En dingo vejer mellem 10 og 24 kg. 
En dingo spiser for det meste det samme som en ulv